# Герб Іляву
Ге́рб І́ляву — офіційний символ міста Іляву, Португалія. Використовується як територіальний герб. У срібному щиті чорний старовинний корабель, декорований золотом, із пурпуровим вітрилом. Він пливе праворуч у морі, зображеному у вигляді трьох зелених і трьох срібних хвилястих смуг. У главі щита розташовані три пурпурові мушлі гребінців, промальовані золотом. Щит увінчує срібна мурована міська корона з п'ятьма вежами.  Під щитом біла стрічка, на якій великими літерами напис португальською: «cidade de Ílhavo» (місто Іляву).  Офіційно затверджений 20 жовтня 1990 року. Створений на основі попереднього містечкового герба, ухваленого 14 грудня 1935 року. 

## Галерея

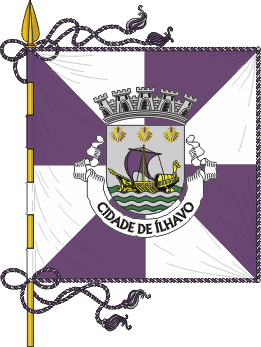
Прапор